# Bo Andersson (konstnär)
Bo Jonas Axel Andersson, född 2 oktober 1932 i Strängnäs, död 12 september 2003 i Grava församling, Karlstads kommun, var en svensk teckningslärare, tecknare och målare.
Andersson tillbringade barndomen i Mariefred. Han studerade vid Konstfackskolan 1954–1958 och vid Gerlesborgsskolan, Stockholm 1960–1961 med Staffan Hallström som lärare i måleri. Han har deltagit i samlingsutställningarna Unga tecknare på Nationalmuseum, Liljevalchs vårsalong, Nordiska tecknare, Konstcentrum i Helsingfors, Waldemarsudde, Konstfrämjandet och Värmlands museum. Separat har han ställt ut i Karlstad 1977, 1982 och 1986. Hans konst består av landskapsskildringar utförda i tusch eller akvarell.
Han är representerad i Värmlands läns landsting, Oslo och Karlstads kommuns konstsamlingar. Andersson är begravd på Brunskogs kyrkogård.